# Daniela Hörburger
Daniela Hörburger es una deportista alemana que compitió para la RFA en biatlón. Ganó dos medallas en el Campeonato Mundial de Biatlón, plata en 1990 y bronce en 1989.

## Palmarés internacional
| Campeonato Mundial | Campeonato Mundial  | Campeonato Mundial | Campeonato Mundial |
| Año                | Lugar               | Medalla            | Prueba             |
| ------------------ | ------------------- | ------------------ | ------------------ |
| 1989               | Feistritz (Austria) | Medalla de bronce  | Equipos            |
| 1990               | Minsk (URSS)        | Medalla de plata   | Equipos            |